# David Gonzalvez
David Gonzalvez (29 oktober 1987) is een Amerikaans professioneel basketball speler. Gonzalvez speelt voornamelijk als shooting guard.

## Carrière
Gonzalvez speelde college basketbal voor de Richmond Spiders van 2006 tot 2010. Daarna werd hij professioneel basketballer door te tekenen bij Nantes, een team in de LNB Pro B, de tweede Franse competitie. Hier vertrok hij echter al na 8 wedstrijden. De rest van het seizoen 2010-11 speelde hij voor Oberwart Gunners in Oostenrijk, waar hij het kampioenschap pakte. In 2011 kwam hij naar EiffelTowers Den Bosch, en maakte hier deel uit van het kampioensteam. Nadat hij een jaar in Oostenrijk had gespeeld, keerde Gonzalvez in de zomer van 2013 terug naar Den Bosch.

## Erelijst
Nederland
- Nederlands kampioen (2012)
- Supercup (2013)
- 2x All-Star (2012, 2014)
- DBL lijstaanvoerder steals (2012)

 Oostenrijk
- Landskampioen (2011)